# Ольшаньский, Войцех
Войцех Ольшанский, (пол. Wojciech Olszański, псевдоним — Александр Яблоновский, пол. Aleksander Jabłonowski) (род. 1960) — польский актёр, хэппенер, знаменитость и режиссёр исторических постановок.

## Биография
Окончил Государственную высшую театральную школу имени Людвика Сольского в Кракове (ныне Академия театральных искусств имени Станислава Выспяньского). В 1983 году получил награду за роль Бояна в «Клопе» Владимира Маяковского в постановке Ежи Трели во время 1-го Национального смотра спектаклей высших театральных школ. В 1983—1987 годах Ольшаньский работал актёром в Национальном театре в Варшаве и сыграл две роли в Театре телевидения. В последующие годы он, среди прочего, занимался ведением домашнего хозяйства и воспитанием дочери. После 2000 года он сыграл несколько ролей второго плана в фильмах Камо грядеши и Варшавская битва 1920 года. Также Войцех занимался организацией исторических реконструкций.
Популярность Ольшаньский приобрёл в 2016 году благодаря своим выступлениям на YouTube. В своих видео он пропагандирует насилие, ненависть и антисемитизм.
Ольшаньский стал соучредителем ассоциации «Народный фронт Польши». Он был членом совета, но был отстранён от должности за неподчинение. Народный фронт Польши выступал за выход Польши из Евросоюза и изгнание иммигрантов. Перед муниципальными выборами 2018 года он поддерживал партию Корнеля Моравецкого «Свободные и солидарные». Вместе с Марцином Осадовским руководит телеканалом Independent Polska TV, который его создатели называют необычным юмористическим и художественным перформансом. На этот аккаунт подписано около 100 тысяч человек. Ольшаньский часто участвует в правых маршах и демонстрациях.
1 августа 2017 года, во время празднования годовщины начала Варшавского восстания, на могиле генерала Рышарда Куклинского на Повонзком кладбище Ольшаньский дал пощёчину Славомиру Врубелю, президенту Ассоциации Великой Польши. Инцидент был записан и опубликован в Интернете Эугениушем Сендецким. В рамках судебного разбирательства в ноябре 2019 года Ольшаньский извинился перед Врубелем за нападение.
29 мая 2021 года Ольшаньский участвовал в нападении с применением перцового баллончика на белорусского студента УНК Глеба Вайкула. В Быдгоще Вайкул вместе с группой польских и белорусских друзей участвовал в митинге в поддержку преследуемых режимом Александра Лукашенко белорусов. После окончания митинга Вайкул и его друзья направились к площади Старого рынка, где столкнулись с Яблоновским и его товарищами. Вспыхнула ссора, в результате которой Яблоновский дважды атаковал Вайкула перцовым баллончиком. Ольшаньский опубликовал видео инцидента в Интернете.
11 ноября 2021 года Войцех Ольшаньский, Марцин Осадовский и Пётр Рыбак по случаю Дня независимости организовали марш в Калише. В ходе этого мероприятия была сожжена копия Калишской привилегии и выкрикивались антисемитские лозунги. 15 ноября организаторы марша были задержаны полицией. 30 ноября суд в Калише по ходатайству защитника освободил Ольшаньского и Осадовского после внесения ими залога.
Каждый день он одевается в форму по образцу довоенной Польши и носит пилотку.

## Взгляды

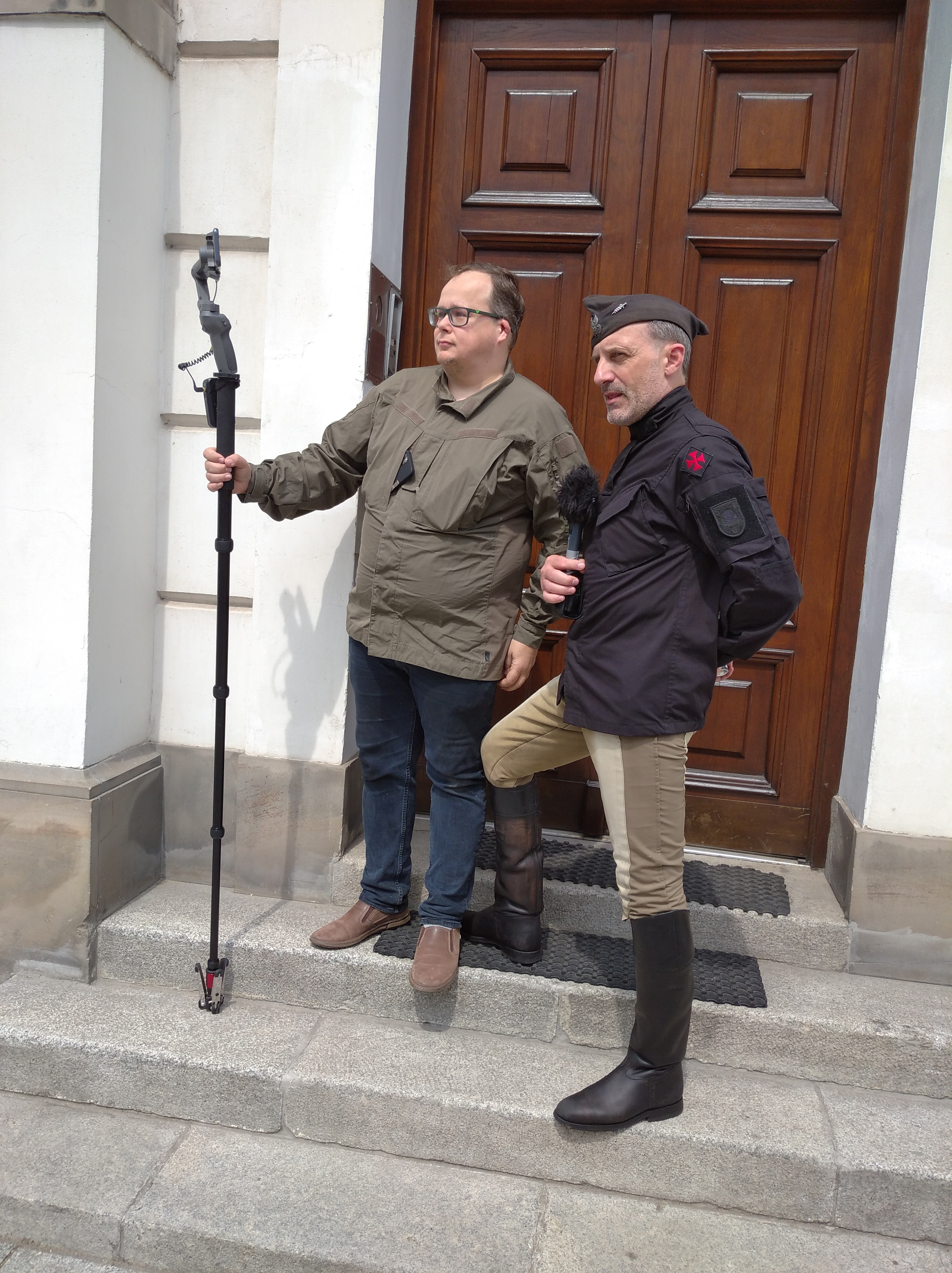
Марцин Осадовский и Войцех Ольшаньский во время записи прямой трансляции 5-го Международного марша свободы в Варшаве, 12 июня 2021 г.

Ольшаньский выступает за союз с Россией и поддерживает правление Александра Лукашенко. Войцех также утверждает, что вируса SARS-CoV-2 не существует или он контролируется военными США. Он утверждает, что Соединённые Штаты являются злейшим врагом Польши. Его взгляды антиклерикальны. В своих программах он очень часто оскорбляет ЛГБТ-сообщество. В конце 2020 года на одной из записей он заявил, что Клаудиа Яхира, член Гражданской коалиции, является экземпляром для изнасилования. В том же материале Ольшанский и Осадовский оскорбили активистку Марту Лемпарт. После заявлений о Яхиры Центр мониторинга расистского и ксенофобного поведения потребовал от YouTube удалить каналы Ольшаньского и Осадовского и сообщил об этом в прокуратуру.

## Критика
В связи с тем, что Ольшаньский является профессиональным актёром, среди его критиков существует спор о том, насколько его взгляды соответствуют реальным. По словам социолога Рафала Панковского, Ольшаньский является популярным, агрессивным сторонником панславизма в расистском отношении, что выражается в его поддержке режима Лукашенко в Белоруссии.
Национальные среды дистанцировались от деятельности Войцеха Ольшаньского и считали, что его действия наносили ущерб националистическому движению. Критическое отношение к Ольшаньскому выразил и политик Мариан Ковальский.

## Фильмография
Подготовлено по источнику
- Пять вечеров (телеспектакль; 1984) — Славек
- Пластинка отца Германа (телеспектакль; 1985) — Радо
- Проклятие сокровищ инков (2001)
- Камо грядеши (2001) — Фаон
- Камо грядеши (сериал; 2002) — Фаон
- Охотники за шкурами (2003) — Петр Бернацкий, друг Марека
- Варшавская битва 1920 года (2011) — красноармеец на коне

## Личная жизнь
Был женат на Агнешке Фатыге. Его дочь, Михалина Ольшаньская, играла главную роль в фильме Матильда (2017).